# Psychiatrisch Centrum Sint-Jozef

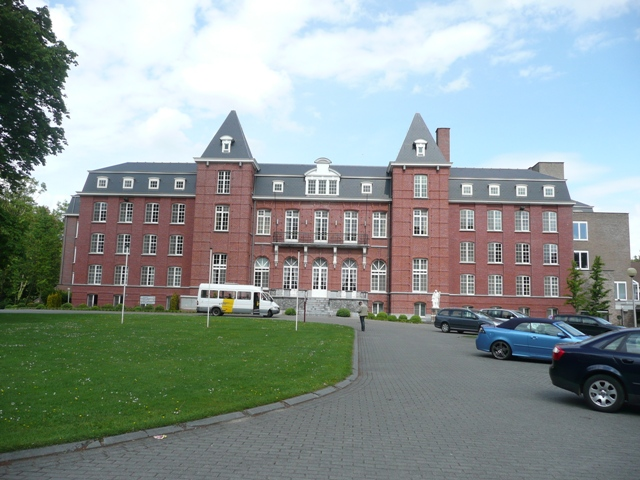
Het kasteel

Het Psychiatrisch Centrum Sint-Jozef is een psychiatrische kliniek in de West-Vlaamse plaats Pittem, gelegen aan Boterstraat 6 en Waterstraat.

## Geschiedenis
Van 1873-1875 werd op de plaats van een voormalige boerderij, een zomerverblijf gebouwd in opdracht van het echtpaar Eugène Joos de ter Beerst en Camilla de Mûelenaere. Er werd een park aangelegd en ook bouwde men een koetshuis en een tuinmanswoning. In 1937 vertrok de familie Joos de ter Beerst uit het kasteeltje en tijdens de Tweede Wereldoorlog werd het als rustplaats voor Duitse officieren gebruikt, hoewel het in 1942 al was aangekocht door de Zusters van Maria. Na 1945 werd het door hen omgevormd tot de Neurologische Kliniek Sint-Jozef. In 1949-1950 en 1955 werden delen aan het kasteeltje bijgebouwd, en ook de kapel werd vergroot. Later werden nieuwe vleugels aangebouwd, vooral in 1964. In 1988 bouwde men verder, en werden de gebouwen van 1964 gesloopt. Ook in 2010 begon men weer met bouwen.

## Complex
Het kasteel heeft een bordes, en wordt geflankeerd door twee torens op vierkante plattegrond onder tentdak. Links en rechts daarvan zijn op symmetrische wijze aanbouwen uit het midden van de 20e eeuw.